# Elcserélt lányok
Az Elcserélt lányok (eredeti cím: Switched at Birth) 2011 és 2017 között futó amerikai televíziós filmsorozat, amelynek alkotója Lizzy Weiss. A forgatókönyvet Lizzy Weiss és Chad Fiveash írta, a filmsorozatot Steve Miner rendezte, a zenéjét John Swihart szerezte, a producerei David Hartle, Shawn Wilt és Sean Reycraft voltak, a főszerepeket Katie Leclerc és Vanessa Marano játszotta. A Freeform Original Productions készítette, a Disney-ABC Domestic Television forgalmazta. Amerikában 2011. június 6-ától az ABC Family vetíti, Magyarországon 2011. december 13-tól az M1 sugározta, majd a Duna televízióadó is műsorra tűzte.
A sorozat két tinédzser körül forog, akiket egy kórházban összecseréltek. Az ABC Family 2011. augusztus 1-jén bejelentette, hogy még 22 epizódot rendelt, így 32 részes a sorozat (a további 22 részt az M1 2. évadként vetítette). A sorozatban kiemelt szerepet kap a siketek jelnyelve, egész jelenetek eleve ezen játszódnak. Az amerikai siket közösség tagjai ezt kulturális áttörésként élik meg és elfogadottságuk további erősödését várják tőle.

## Cselekmény
Bay Kennish (Vanessa Marano) egy művészlelkületű tinédzser, akit a háziasszony édesanyja, Kathryn (Lea Thompson) és a korábbi profi baseball játékos apja, John (D.W. Moffett) nevelt fel, Kansasban. Bay testvére Toby (Lucas Grabeel), aki többek között szerencsejáték problémával küzd, emellett pedig szeretné énekesi álmait megvalósítani. Bay kicsit problémás, sosem érezte úgy, hogy igazán beletartozna abba a családba, ahol él.
Daphne Vasquez (Katie Leclerc) egy siket lány, aki a betegsége ellenére kiegyensúlyozott és boldog tudott lenni, és mindig az élet pozitív oldalát nézi. Ebben segít neki anyja, Regina (Constance Marie) aki mindent megtett a lány boldogulásáért. Reginát elhagyta a férje, mert az volt a meggyőződése, hogy Daphne nem az ő lánya, hiszen egyikükre sem hasonlít.
Bay egy iskolai kísérlet során vérteszteket végez, amiből egyértelműen kiderül, ő nem lehet John és Kathryn gyermeke. A család a kórházhoz fordul, ahol kiderítik, a születésükkor elcserélték a két kisbabát. Hamarosan megtalálják Daphnet is, így különös módon egyesülhet a két "família". Mivel a Vasquez család anyagi problémákkal küzd, és a Kennish szülők szeretnék jobban megismerni Daphnét, ezért Vazquezék beköltöznek a vendégházba. Így kezdődik a két család együttélése, szinte egy fedél alatt.

## Történet alapja
Az elcserélt lányok történetét egy Sophie Serrano nevezetű francia hölgy története adta, ugyanis Sophie a babája születése után 10 évvel tudta meg, hogy akit haza vitt nem is a saját gyermeke. A csere egy alkoholista nővérnek köszönhető egy magánklinikán. Ráadásul 10 év elteltével nem is kérhette vissza a gyermekét, mert idegenként tekintett rá.
Sophie egy cannes-i magánklinikán adott életet egy kislánynak, aki nem sokkal a születés után sárgaságot kapott és Sophie emiatt pár napig nem láthatta, ugyanis UV fénnyel kezelték, ám hely nem volt már, ezért egy inkubátorba tették Mélanie-val, aki szintén sárgaság miatt került be.
A kis Manon sötét bőrű, sötét hajú lánnyá cseperedett, Sophie a gyanúját azonban azzal altatta el, hogy voltak spanyol felmenők a családban. Később az emberek pletykálni kezdtek, a "postás lányának" csúfolták, emiatt Sophie és a férje között megromlott a kapcsolat és később el is váltak. A kétségbe esett nő ügyvédje apasági tesztet javasolt, Sophie pedig kis híján elájult mikor a DNS-vizsgálat eredménye kimutatta, hogy nem csak az apa de ő sem áll rokoni kapcsolatban a lányával. Sophie fejében azonnal összeállt a kép: másik gyereket adtak a kezébe a kórházban. Később kiderült, hogy a magánklinikán dolgozó nő, aki nem mellesleg alkoholista volt, valóban összecserélte a két babát, így Serrano egy indiai család babáját vitte haza és nevelte fel.
Végül a két család találkozott. Sophie-val megfordult a világ, amikor megpillantotta vér szerinti lányát, aki úgy hasonlított rá, mint a tükörképére. Pár évig még találkozgattak de végül elmaradtak a találkák, mert túl fájdalmas volt a két családnak.
Serrano és a másik család évekig pereskedett a klinikával, csak mostanra (2015) kaptak kártérítést, ám bocsánatkérést továbbra sem. A magánkórház képviselője az anyákat okolta, amiért nem ismerték fel a saját gyereküket.

## Szereplők

### Főszereplők
- Katie Leclerc (Daphne Vazquez) –  Bár Texasban született, Coloradóban nőtt fel. Ő a legfiatalabb a három testvére között. Öt évvel ezelőtt diagnosztizálták nála a Ménière-kórt, ami egy degeneratív fülbetegség, aminek a tüneteibe többek között a halláscsökkenés és a szédülés is beletartozik. A családjában gyakori ez a betegség, az édesapja és a nővére is ezzel küzd. Legnagyobb szerepét az Elcserélt lányokban kapta, színészi debütálását a Veronica Mars c. sorozatnak köszönheti.
- Vanessa Marano (Bay Kannish) –  A 19 éves színésznő Los Angelesben nőtt fel, és mivel olasz felmenőkkel is büszkélkedik, ezért a nyelvet is remekül beszéli. Már tízévesen elkezdett komolyan színészkedni, többek között a Nyomtalanul, Szívek Szállodája és a Visszatérés című sorozatokban is kapott fontos szerepet még az Elcserélt lányok előtt.
- Lucas Grabeel (Toby Kennish) –  A most 27 éves Lucas a Missouri Springfieldben született, és ott végezte el az iskoláit is, 2003-ban diplomázott le. Viszonylag hamar felfedezték, és miután a Disney a szárnyai alá vette, és megkapta a High School Musical egyik főszerepét, sok ajtó megnyílt előtte. Zenei téren is aktív volt, a HSM betétdalain kívül a saját szerzeménye, a You Got It c. dal is nagy sikert aratott az iTunes-on 2007-ben. Lucas színházban és musicalekben is szerepelt, mielőtt megkapta az Elcserélt lányok egyik szerepét.
- Sean Berdy (Emmett Bledsoe) –  Floridában született és nőtt fel. Másodéves hallgató az Indianai Siketek Iskolájában, 2010-ben pedig ő lett Mr. Siket Tini Amerika, egy felvonuláson, amit 1999 óta tartott meg az iskolája. Mivel ő is siket, karrierjében elsősorban jelbeszédes jelenetekben tűnt fel. Az Elcserélt lányok előtt a legnagyobb szerepe a 2008-as, A Deaf Family c. film volt.
- Constance Marie (Regina Vasquez)
- D.W. Moffet (John Kennish)
- Lea Thompson (Kathryn Kennish)
- Gilles Marini (Angelo Sorrento)

### Visszatérő karakterek
- Marlee Matlin (Melody Bledsoe)
- Ivonne Coll (Adriana Vasquez)
- Austin Butler (Wilkie)
- Maiara Walsh (Simone Sinclair)
- Blair Redford (Ty Mendoza)
- Charles Michael Davis (Liam Lupo)
- B.K Cannon (Mary Beth)
- Anthony Natale (Cameron Bledsoe)
- TL Forsberg (Olivia)
- Christopher Wiehl (Patrick)
- Tania Raymonde (Zarra)
- Justin Bruening (Chef Jeff Reycraft)
- Ryan Lane (Travis Barnes)
- Max Lloyd-Jones (Noah)
- Annie Ilonzeh (Lana)
- Cassi Thomson (Nikki Papagus)
- Stephanie Nogueras (Natalie Pierce)
- Max Adler (Miles "Tank" Conroy)
- Alec Mapa (Renzo)
- RJ Mitte (Campbell Bingman)
- David Castaneda (Jorge)
- Bianca Bethune (Sharee)
- Sharon Pierre-Louis (Iris)
- Adam Hagenbuch (Greg "Mingo" Shimingo)
- Nyle DiMarco (Garrett Banducci)
- Daniel Durant (Matthew)
- Rachel Shenton (Lily Summers)

### Vendégszereplők
- Meredith Baxter (Bonnie) – az 1. évadban tűnik fel, mint Kathryn anyja, befektető John autómosó üzletében.
- Corbin Bernsen (James Wilkie Jr.) – az 1. évadban tűnik fel, Wilkie apjaként, akinek az a kellemetlen feladata, hogy elmondja Daphne-nak, elküldi bentlakásos iskolába Wilkie-t.
- Shelley Long (Rya Bellows) – az 1. évadban tűnik fel kiadóként. Biztatja Kathryn-t, hogy írja meg a cseréjük történetét.
- Terrell Tilford (Eric) – Kávézót nyitott és Regina a partnere benne. Kapcsolatban is vannak. Rejtélyes múltja és egy kisfia van.
- Rana Roy – Diák Daphne osztályában.
- Davi Santos (Marint) – 3x12. Szerelem a romok között című részben tűnik fel, Nacho barátjaként.

## Helyszínek
A sorozat Kansas Cityben játszódik, de Los Angelesben, Kaliforniában forgatták le. Továbbá néhány jelenetet forgattak Santa Claritában, Valenciában, Beverly Hillsben és Pasadénában is.

## Epizódok
| Évad | Évad | Epizódok száma | Eredeti vetítés  | Eredeti vetítés     | Magyar vetítés     | Magyar vetítés    |
| Évad | Évad | Epizódok száma | Évadpremier      | Évadzáró            | Évadpremier        | Évadzáró          |
| ---- | ---- | -------------- | ---------------- | ------------------- | ------------------ | ----------------- |
|      | 1    | 30             | 2011. június 6.  | 2012. október 22.   | 2011. december 13. | 2013. február 24. |
|      | 2    | 21             | 2013. január 7.  | 2013. augusztus 19. | 2014. január 27.   | 2014. március 12. |
|      | 3    | 22             | 2014. január 13. | 2014. december 18.  | 2015. február 12.  | 2015. március 13. |
|      | 4    | 20             | 2015. január 6.  | 2015. október 26.   | n/a                | n/a               |
|      | 5    | 10             | 2017. január 31. | 2017. április 11.   | n/a                | n/a               |

## Díjra jelölések
| Év   | Díj                   | Kategória                                                     | Jelölt                    | Eredmény |
| ---- | --------------------- | ------------------------------------------------------------- | ------------------------- | -------- |
| 2011 | ALMA Awards           | Kedvenc TV színésznő – mellékszereplő                         | Constance Marie           | Jelölt   |
| 2011 | American Scene Awards | American Scene Awards                                         | Elcserélt Lányok          | Nyert    |
| 2011 | Teen Choice Awards    | Choice Summer TV Show                                         | Elcserél Lányok           | Jelölt   |
| 2011 | Teen Choice Awards    | Choice Summer TV Star – Férfi                                 | Lucas Grabeel             | Jelölt   |
| 2011 | Teen Choice Awards    | Choice Summer TV Star – Női                                   | Vanessa Marano            | Jelölt   |
| 2011 | Teen Choice Awards    | Choice Breakout Star                                          | Sean Berdy, Katie Leclerc | Jelölt   |
| 2012 | ALMA Awards           | Kedvenc TV színésznő – mellékszereplő                         | Constance Marie           | Nyert    |
| 2012 | Gracie Awards         | Kiemelkedő női mellékszereplő dráma sorozatban vagy speciális | Constance Marie           | Nyert    |
| 2012 | Gracie Awards         | Kiemelkedő producer – szórakozás                              | Lizzy Weiss               | Nyert    |
| 2012 | Imagen Award          | Legjobb női mellékszereplő – TV                               | Constance Marie           | Jelölt   |
| 2012 | Imagen Award          | Legjobb főműsoridős program                                   | Elcserélt Lányok          | Nyert    |
| 2012 | Peabody Awards        | Peabody Awards                                                | Elcserélt Lányok          | Nyert    |
| 2012 | TCA Awards            | Kimagasló Ifjúsági Programozás                                | Elcserélt Lányok          | Nyert    |
| 2013 | Imagen Awards         | Legjobb főműsoridős TV program                                | Elcserélt Lányok          | Jelölt   |
| 2013 | Imagen Awards         | Legjobb mellékszereplő – TV                                   | Constance Marie           | Nyert    |
| 2013 | Media Access Awards   | Casting Society of America Award                              | Deedee Bradley            | Nyert    |
| 2013 | Media Access Awards   | RJ Mitte Diversity Award                                      | Ryan Lane                 | Nyert    |
| 2013 | Teen Choice Awards    | Choice TV Show – Dráma                                        |                           | Jelölt   |
| 2013 | Teen Choice Awards    | Choice TV színész                                             | Lucas Grabeel             | Jelölt   |
| 2013 | Teen Choice Awards    | Choice TV színésznő                                           | Vanessa Marano            | Jelölt   |
| 2013 | TCA Awards            | Kimagasló Ifjúsági Programozás                                | Elcserélt Lányok          | Jelölt   |
| 2013 | TwoCents TV Awards    | Dráma királynők                                               | Katie Leclerc             | Nyert    |
| 2014 | Imagen Awards         | Legjobb főműsoridős TV program – Dráma vagy vígjáték          | Elcserélt Lányok          | Jelölt   |
| 2014 | Imagen Awards         | Legjobb mellékszereplő – TV                                   | Constance Maire           | Jelölt   |
| 2014 | Teen Choice Awards    | Choice TV színész – Dráma                                     | Lucas Grabeel             | Jelölt   |
| 2014 | Teen Choice Awards    | Choice TV show – Dráma                                        | Elcserélt Lányok          | Jelölt   |
| 2014 | TCA Awards            | Kimagasló Ifjúsági Programozás                                | Elcserélt Lányok          | Jelölt   |